# Pierre Jean Everaert
Pierre Jean Everaert (Aalst, 22 juni 1939) is een Belgisch voormalig bedrijfsleider en bestuurder.

## Levensloop
Pierre Jean Everaert studeerde in 1963 af als industrieel ingenieur aan de Katholieke Universiteit Leuven, waar hij in 1964 tevens een MBA behaalde.
Hij trok vervolgens naar de Verenigde Staten, waar hij aan de slag ging bij bandenproducent Goodyear. Hij bekleedde posten in Panama, Venezuela, Denemarken en West-Duitsland, waar hij onder meer directievoorzitter was. In 1978 stapte Everaert over naar de Franse koekjesproducent General Biscuit, waar hij vicevoorzitter van het directiecomité werd. Van 1981 tot 1982 leidde hij de Benelux-afdeling van het bedrijf en van 1982 tot 1985 de Amerikaanse afdeling. Hij hielp mee de koekjesproducent verkopen aan het latere Danone.
In 1985 had Albert Heijn van de gelijknamige Nederlandse supermarktketen zijn marketingtalent opgemerkt en kreeg hij de leiding over de Amerikaanse tak van het bedrijf, dat hij naar de eerste plaats van de Amerikaanse oostkust leidde. In 1989 volgde hij Heijn op als voorzitter van de raad van bestuur van Ahold. In 1993 werd hij vicevoorzitter van de raad van bestuur van de Nederlandse elektronicaconcern Philips. Bij Ahold volgde Cees van der Hoeven hem op. In 1996 werd Cor Boonstra en niet Everaert voorzitter van Philips en legde Everaert er zijn functies neer.
Everaert werd vervolgens zelfstandig consultant voor bedrijven in de Verenigde Staten, waar hij woont. Hij bekleedde bovendien bestuursmandaten bij onder meer het Amerikaans-Nederlandse telecommunicatiebedrijf KPNQwest, het Nederlandse softwarebedrijf Baan, de Nederlandse kledingwinkelketen C&A, de Nederlandse afdeling van de Franse bank Paribas en de ondernemingen Scott Paper, EaglePicher Technologies en Ekazi Glico. In 2001 werd hij in opvolging van Paul De Keersmaeker voorzitter van brouwerij Interbrew, waarvan hij reeds in 1997 bestuurder werd. In 2005 werd hij in deze hoedanigheid door Peter Harf opgevolgd.
Hij was tevens senior advisor van de Amerikaanse investeringsmaatschappij Clearwater Capital Partners, voorzitter van de Belgian-American Chamber of Commerce en gouverneur van het World Economic Forum, en doceerde aan de Vlerick Business School, de Harvard Business School, de Wharton School en de Universiteit van Oxford. Everaert ontving eredoctoraten van de University of Rochester en de Erasmus Universiteit Rotterdam.